# Lenguas mataguayas
Las lenguas mataguayas (también mataco, mataguayanas, matacoanas, mataco–mataguayas) es una familia lingüística del norte de Argentina, el oeste de Paraguay y el sureste de Bolivia.

## División familiar
La subfamilia lingüística matacoana constan de cuatro de idiomas. La familia también tiene una clara división binaria entre Wichí-Chorote y Maká-Nivaclé según Nikulin (2019). Gordon (2005) en Ethnologue divide Wichí en tres idiomas separados y Chorote en dos idiomas.
Mataguayano
- Wichí-Chorote
  - Wichí (también conocido como Mataco, Wichi, Wichí Lhamtés, Weenhayek, Noctenes, Matahuayo, Matako, Weʃwo. El nombre Mataco es coloquial pero peyorativo.)
    - Vejoz (también conocido como Vejo, Pilcomayo, Bermejo, Wichí Lhamtés Vejoz)
    - Noktén (también conocido como Noctén, Wichí Lhamtés Nocten)
    - Wiznay (también conocido como Güisnay, Wichí Lhamtés Güisnay)
    - Matawayo (también conocido como Matahuayo).

  - Chorote (también conocido como Chorotí, Yofúaha, Tsoloti)
    - Manhui (también conocido como Manjuy, Idioma chorote iyo'wujwa)
    - Eklenhui (también conocido como Eclenjuy, Eklehui, Chorote iyojwa'ja, Chorote, Choroti).
- Maká-Nivaclé
  - Nivaclé (también conocido como Chulupí–Ashlushlay, Chulupí, Ajlujlay, Alhulhai, Niwaklé, Niwaqli, Churupi, Chulupe. El nombre Chulupí es coloquial ero peyorativo.)
    - Nivaclé forestal
    - Nivaclé fluvial

  - Maká (también conocido como Macá, Maca, Towolhi, Toothle, Nynaka, Mak’á, Enimaca, Enimaga)
    - Ma’ká (también conocido como Towolhi)
    - Enimaga (también conocido como Enimaa, Kochaboth)

### Mason (1950)
Clasificación interna de Mason (1950):
Mataco-Maca
- Mataco
  - Mataco-Mataguayo
    - Mataco
      - Guisnay
      - Nocten (Octenai)

    - Mataguayo
      - Northern: Hueshuo, Pesatupe, Abucheta
      - Southern: Vejoz

  - Chorotí-Ashluslay
    - Chorotí (Yofuaha)
    - Ashluslay (Chulupí, Chonopí, Sukin, Sotiagay, Tapieté)
- Macá (Enimagá, Cochaboth, Guaná, Lengua)
  - Enimagá
    - Macá (Towothli, Toosle)

  - Guentusé
  - Cochaboth-Lengua

## Vocabulario
Loukotka (1968) enumera los siguientes elementos de vocabulario básico para los lenguas matacoanas.
| glosa    | Choroti | Choropí    | Suhín     | Sotsiagay    | Ashlusláy | Mataco    | Vejoz    | Nocten | Guisnai    | Enimaga | Makká     |
| -------- | ------- | ---------- | --------- | ------------ | --------- | --------- | -------- | ------ | ---------- | ------- | --------- |
| cabeza   | sétek   | satík      | shutich   |              | shatish   | nu-xleték | litek    | etek   | oːn-sleták |         | in-hitla  |
| diente   | sá-hue  | huetseːute | tsaute    |              | seuté     | no-tsoté  | no-chete | zoté   | oːs-totéʔi |         | kon-xeti  |
| agua     | inát    | naːʔate    | inaat     | inaːat       | inát      | inót      | guag     | inat   | inát       | gualé   | iwalü     |
| fuego    | houat   | itox       | itox      | itox         | itóx      | itóx      | itag     | ütax   | etáx       | feit    | fat       |
| sol      | kilé    | nʔkoklái   | hankuklai | fünchokʔlaai | fingoklai | xuála     | ixuala   | ixuala | ixuála     | tátla   | xunnu     |
| luna     | huelä   | xuékla     | hiuerkla  | xiwekla      | huela     | ihuälä    | iguelach | iguelä | ivaʔedla   |         | xuwãl     |
| estrella | katés   |            | katés     | katéss       | katís     | katäs     | katés    | ketes  |            |         | foʔoteki  |
| perro    | nóo     | nuuːx      | niuʔux    | niuʔux       | níu       | sidnóx    | signag   | esinax | atsüná     |         | nunnax    |
| jaguar   | ayä     | yaáx       | yáox      | yáʔox        | iyox      | haiyüx    | yag      | eyax   | haróx      |         | kometenax |
| negro    | lämi    | klím       | klim      |              | lim       | palüx     | pelag    |        | peláx      |         | fo        |

## Protolengua
Para una reconstrucción de proto-mataguayo de Viegas Barros (2002), ver el artículo proto-mataguayo.